# Bắn cung tại Đại hội Thể thao Đông Nam Á
Bắn cung là một trong những môn thể thao lâu đời của Đại hội Thể thao Đông Nam Á lần đầu tiên được đưa vào chương trình thi đấu từ kỳ đại hội năm 1977 tại Kuala Lumpur, Malaysia. Từ đó đến nay, môn này đã trở thành một phần quan trọng trong các kỳ đại hội, với nhiều thay đổi về thể thức và số nội dung thi đấu.

## Tổng quan
| Kỳ đại hội | Năm  | Thành phố chủ nhà   | Số nội dung   | Đoàn thể thao dẫn đầu |
| ---------- | ---- | ------------------- | ------------- | --------------------- |
| IX         | 1977 | Kuala Lumpur        | 12            | Philippines           |
| X          | 1979 | Jakarta             | 7             | Indonesia             |
| XI         | 1981 | Manila              | 7             | Indonesia             |
| XII        | 1983 | Singapore           | 12            | Indonesia             |
| XIII       | 1985 | Bangkok             | 12            | Indonesia             |
| XIV        | 1987 | Jakarta             | 13            | Indonesia             |
| XV         | 1989 | Kuala Lumpur        | 4             | Indonesia             |
| XVI        | 1991 | Manila              | 4             | Indonesia             |
| XVII       | 1993 | Singapore           | 4             | Indonesia             |
| XVIII      | 1995 | Chiang Mai          | 4             | Indonesia             |
| XIX        | 1997 | Jakarta             | 4             | Philippines           |
| XX         | 1999 | Bandar Seri Begawan | không tổ chức | không tổ chức         |

| Kỳ đại hội | Năm  | Thành phố chủ nhà            | Số nội dung | Đoàn thể thao dẫn đầu |
| ---------- | ---- | ---------------------------- | ----------- | --------------------- |
| XXI        | 2001 | Kuala Lumpur                 | 4           | Indonesia             |
| XXII       | 2003 | Hà Nội–Thành phố Hồ Chí Minh | 4           | Malaysia              |
| XXIII      | 2005 | Manila                       | 8           | Philippines           |
| XXIV       | 2007 | Nakhon Ratchasima            | 8           | Indonesia             |
| XXV        | 2009 | Viêng Chăn                   | 8           | Indonesia             |
| XXVI       | 2011 | Jakarta–Palembang            | 10          | Indonesia             |
| XXVII      | 2013 | Naypyidaw                    | 10          | Malaysia              |
| XXVIII     | 2015 | Singapore                    | 10          | Malaysia              |
| XXIX       | 2017 | Kuala Lumpur                 | 10          | Malaysia              |
| XXX        | 2019 | Manila                       | 10          | Việt Nam              |
| XXXI       | 2021 | Hà Nội                       | 10          | Indonesia             |

## Lịch sử chương trình thi đấu
Từ năm 1977 đến năm 1987, môn bắn cung đã trao tổng cộng 12 huy chương vàng, trong đó mỗi cự ly đều có huy chương cá nhân riêng, kèm theo giải cá nhân toàn năng và giải đồng đội. Nội dung thi đấu khi đó dựa trên thể thức FITA đơn (Single FITA round).
Từ năm 1979 đến năm 1991, thể thức FITA đôi (Double FITA) được sử dụng.
Từ năm 1989, số huy chương vàng được trao giảm xuống còn 4, gồm: cá nhân nam, đồng đội nam, cá nhân nữ và đồng đội nữ.
Từ năm 2005, lần đầu tiên nội dung cung ba dây (compound) được đưa vào thi đấu tại SEA Games 23 ở Philippines, nâng tổng số bộ huy chương lên 8..
Từ năm 2011, nội dung đồng đội hỗn hợp đã được đưa vào chương trình thi đấu.
Theo thể thức hiện tại, ở các vòng loại trực tiếp cá nhân, mỗi quốc gia chỉ được cử tối đa 2 vận động viên vào vòng loại trực tiếp. Do đó, ví dụ nếu có 3 cung thủ từ cùng một quốc gia đứng đầu bảng xếp hạng từ hạng 1 đến 3, thì chỉ có cung thủ hạng 1 và 2 được vào vòng loại trực tiếp.

## Bảng huy chương

### Nội dung dành cho nam

#### Cung một dây

##### Cung một dây cá nhân
| Đại hội                     | Vàng                        | Bạc                          | Đồng                            |
| --------------------------- | --------------------------- | ---------------------------- | ------------------------------- |
| 1977 Kuala Lumpur           | Donald Pandiangan (1228)    | Santos Carlos Jr. (1227)     | Cheng Jun (1215)                |
| 1979 Jakarta                | Donald Pandiangan (2508)    | Santos Carlos Jr. (2421)     | Banchong Dosanee (2379)         |
| 1981 Manila                 | Donald Pandiangan (2495)    | Carlos Santos (2439)         | Banchong Dosanee (2404)         |
| 1983 Singapore              | Donald Pandiangan (2496)    | Suradi Rikimin (2465)        | Tatang Ferry Budiman (2421)     |
| 1985 Bangkok                | Adang Adjidji (2484)        | Suradi Rikimin (2482)        | Sununt Tokahuta (2439)          |
| 1987 Jakarta                | Adang Adjidji (2472)        | Donald Pandiangan (2432)     | Amphol Amalakajorn (2430)       |
| 1989 Kuala Lumpur           | Syafrudin Mawi (2506)       | Hariyono (2481)              | Muhamad Tohir (2441)            |
| 1991 Manila                 | Syafruddin Mawi (2501)      | Amin Hendra Setijawan (2498) | Michael Focundo (2422)          |
| 1993 Singapore              | Hendra Setijawan            | Clint Sayo                   | Boonsom Jarat                   |
| 1995 Chiang Mai             | Clint Sayo                  | Hendra Setyawan              | Ditto Rembran                   |
| 1997 Jakarta                | Syafrudin Mawi              | Wahyu Hidyat                 | Christian Cubilla               |
| 2001 Kuala Lumpur           | Prawit Poljungleed (THA)    | Kuswantoro (INA)             | Nyi Nyi Tun (MYA)               |
| 2003 Hanoi–Ho Chi Minh City | Muhammad Marbawi (MAS)      | Loh Wen Liang (SIN)          | Florente Matan (PHI)            |
| 2005 Manila                 | Zaw Win Htike (MYA)         | Wan Khalmizam (MAS)          | Marvin Cordero (PHI)            |
| 2007 Nakhon Ratchasima      | Cheng Chu Sian (MAS)        | Wan Khalmizam (MAS)          | Sulistyawan Rahmat (INA)        |
| 2009 Vientiane              | Cheng Chu Sian (MAS)        | Zaw Win Htike (MYA)          | Arif Farhan Ibrahim Putra (MAS) |
| 2011 Jakarta–Palembang      | Cheng Chu Sian (MAS)        | Khairul Anuar Mohamad (MAS)  | Witthaya Thamwong (THA)         |
| 2013 Naypyidaw              | Khairul Anuar Mohamad (MAS) | Atiq Bazil Bakri (MAS)       | Witthaya Thamwong (THA)         |
| 2015 Singapore              | Witthaya Thamwong (THA)     | Haziq Kamaruddin (MAS)       | Tan Si Lie (SIN)                |
| 2017 Kuala Lumpur           | Chu Đức Anh (VIE)           | Khairul Anuar Mohamad (MAS)  | Witthaya Thamwong (THA)         |
| 2019 Philippines            | Hendra Purnama (INA)        | Htike Lin Oo (MYA)           | Riau Ega Agatha (INA)           |
| 2021 Vietnam                | Arif Dwi Pangestu (INA)     | Riau Ega Agatha (INA)        | Khairul Anuar Mohamad (MAS)     |

##### Cung một dây cá nhân cự ly 30m
| Năm  | Vị trí       | Vàng                    | Bạc                     | Đồng                     |
| ---- | ------------ | ----------------------- | ----------------------- | ------------------------ |
| 1977 | Kuala Lumpur | Donald Pandiangan (345) | Trình Quân (339)        | Suhartomo (339)          |
| 1979 | Jakarta      | Donald Pandiangan (680) | Banchong Dosaness (671) | Carlos Santos Jr. (658)  |
| 1981 | Manila       | Donald Pandiangan (679) | Carlos Santos Jr. (677) | Hendra Gunawan (675)     |
| 1983 | Singapore    | Suradi Rukimin (680)    | Donald Pandiangan (677) | Vallop Potaya (666)      |
| 1985 | Băng Cốc     | Sununt Tokahuta (684)   | Tatang Budiman (676)    | Suradi Rukimin (675)     |
| 1987 | Jakarta      | Donald Pandiangan (673) | Syafrudin Mawi (672)    | Amphol Amalakajorn (671) |

##### Cung một dây cá nhân cự ly 50m
| Năm  | Địa điểm     | Vàng                     | Bạc                     | Đồng                        |
| ---- | ------------ | ------------------------ | ----------------------- | --------------------------- |
| 1977 | Kuala Lumpur | Donald Pandiangan (316)  | Suhartomo (312)         | Raffe Hình Chữ Nhật (312)   |
| 1979 | Jakarta      | Donald Pandiangan (637)  | Carlos Santos Jr. (620) | Banchong Dosanee (607)      |
| 1981 | Manila       | Donald Pandiangan (639)  | Carlos Santos Jr. (630) | Tatang Budiman (611)        |
| 1983 | Singapore    | Donald Pandiangan (640)  | Suradi Rukimin (628)    | Tatang Budiman (622)        |
| 1985 | Băng Cốc     | Sununt Tokahuta (623)    | Suradi Rukimin (621)    | Adang Adjidji (617)         |
| 1987 | Jakarta      | Amphol Amalakajorn (633) | Syafrudin Mawi (633)    | Phuay Chay Khoo, Eric (612) |

##### Cung một dây cá nhân cự ly 70m
| Năm  | Địa điểm     | Vàng                       | Bạc                     | Đồng                     |
| ---- | ------------ | -------------------------- | ----------------------- | ------------------------ |
| 1977 | Kuala Lumpur | Tháng Sáu Santos Jr. (306) | Donald Pandiangan (306) | Trình Quân (302)         |
| 1979 | Jakarta      | Donald Pandiangan (634)    | Carlos Santos Jr. (595) | Banchong Dosanee (592)   |
| 1981 | Manila       | Donald Pandiangan (621)    | Banchong Dosanee (604)  | Hendra Gunawan (604)     |
| 1983 | Singapore    | Suradi Rukimin (621)       | Donald Pandiangan (618) | Phà Tatang Budiman (607) |
| 1985 | Băng Cốc     | Adang Adjidji (630)        | Suradi Rukimin (618)    | Imam Sugirman (615)      |
| 1987 | Jakarta      | Adang Adjidji (622)        | Donald Pandiangan (613) | Amphol Amalakajorn (603) |

| Năm  | Địa điểm     | Vàng                    | Bạc                     | Đồng                     |
| ---- | ------------ | ----------------------- | ----------------------- | ------------------------ |
| 1977 | Kuala Lumpur | Tháng Sáu Santos (276)  | Trình Quân (273)        | Vallop Potaya (270)      |
| 1979 | Jakarta      | Donald Pandiangan (557) | Carlos Santos con (548) | Banchong Dosanee (509)   |
| 1981 | Manila       | Donald Pandiangan (556) | Vallop Potaya (529)     | Carlos Santos Jr. (529)  |
| 1983 | Singapore    | Donald Pandiangan (561) | Suradi Rukimin (536)    | Phà Tatang Budiman (529) |
| 1985 | Băng Cốc     | Suradi Rukimin (568)    | Adang Adjidi (563)      | Amphol Amarekajora (552) |
| 1987 | Jakarta      | Adang Adjidji (575)     | Donald Pandiangan (553) | Amphol Amalakajorn (533) |

##### Cung một dây đồng đội
| Đại hội                     | Vàng              | Bạc                | Đồng               |
| --------------------------- | ----------------- | ------------------ | ------------------ |
| 1977 Kuala Lumpur           | Indonesia (3591)  | Philippines (3494) | Malaysia (3391)    |
| 1979 Jakarta                | Indonesia (7194)  | Philippines (7062) | Thailand (6997)    |
| 1981 Manila                 | Indonesia (7242)  | Thailand (7193)    | Philippines (7108) |
| 1983 Singapore              | Indonesia (7382)  | Thailand (7031)    | Malaysia (6685)    |
| 1985 Bangkok                | Indonesia (7402)  | Thailand (7262)    | Singapore (7105)   |
| 1987 Jakarta                | Indonesia (7313)  | Thailand (7106)    | Singapore (6968)   |
| 1989 Kuala Lumpur           | Indonesia (7428)  | Thailand (7179)    | Philippines (7118) |
| 1991 Manila                 | Indonesia (7469)  | Philippines (7233) | Malaysia (7034)    |
| 1993 Singapore              | Indonesia         | Thailand           | Philippines        |
| 1995 Chiang Mai             | Indonesia         | Thailand           | Philippines        |
| 1997 Jakarta                | Philippines       | Indonesia          | Thailand           |
| 2001 Kuala Lumpur           | Indonesia (INA)   | Thái Lan (THA)     | Myanmar (MYA)      |
| 2003 Hanoi–Ho Chi Minh City | Malaysia (MAS)    | Indonesia (INA)    | Philippines (PHI)  |
| 2005 Manila                 | Philippines (PHI) | Indonesia (INA)    | Malaysia (MAS)     |
| 2007 Nakhon Ratchasima      | Malaysia (MAS)    | Indonesia (INA)    | Philippines (PHI)  |
| 2009 Vientiane              | Thái Lan (THA)    | Malaysia (MAS)     | Myanmar (MYA)      |
| 2011 Jakarta–Palembang      | Malaysia (MAS)    | Thái Lan (THA)     | Myanmar (MYA)      |
| 2013 Naypyidaw              | Malaysia (MAS)    | Thái Lan (THA)     | Indonesia (INA)    |
| 2015 Singapore              | Malaysia (MAS)    | Indonesia (INA)    | Singapore (SIN)    |
| 2017 Kuala Lumpur           | Malaysia (MAS)    | Thái Lan (THA)     | Philippines (PHI)  |
| 2019 Philippines            | Indonesia (INA)   | Malaysia (MAS)     | Thái Lan (THA)     |
| 2021 Vietnam                | Indonesia (INA)   | Việt Nam (VIE)     | Malaysia (MAS)     |

#### Cung ba dây

##### Cung ba dây cá nhân
| Đại hội                | Vàng                          | Bạc                         | Đồng                                     |
| ---------------------- | ----------------------------- | --------------------------- | ---------------------------------------- |
| 2005 Manila            | Lang Hong Keong (MAS)         | Ting Leong Fong (MAS)       | I Gusti Nyoman Puruhito (INA)            |
| 2007 Nakhon Ratchasima | I Gusti Nyoman Puruhito (INA) | Earl Benjamin Yap (PHI)     | Ye Min Swe (MYA)                         |
| 2009 Vientiane         | I Gusti Nyoman Puruhito (INA) | Adriel Chua Boon Rong (SIN) | Earl Benjamin Yap (PHI)                  |
| 2011 Jakarta           | I Gusti Nyoman Puruhito (INA) | Earl Benjamin Yap (PHI)     | Muhammad Zaki Mahazan (MAS)              |
| 2013 Naypyidaw         | Nguyen Tien Cuong (VIE)       | Nitiphum Chatachot (THA)    | Earl Benjamin Yap (PHI)                  |
| 2015 Singapore         | Nguyen Tien Cuong (VIE)       | Zulfadhli Ruslan (MAS)      | Mohd Juwaidi Mazuki (MAS)                |
| 2017 Kuala Lumpur      | Prima Wisnu Wardhana (INA)    | Mohd Juwaidi Mazuki (MAS)   | Paul Marton Dela Cruz (PHI)              |
| 2019 Philippines       | Nitiphum Chatachot (THA)      | Sirapop Chainak (THA)       | Yoke Rizaldi Akbar (INA)                 |
| 2021 Vietnam           | Mohd Juwaidi Mazuki (MAS)     | Sirapop Chainak (THA)       | Alang Ariff Aqil Muhammad Ghazalli (MAS) |

##### Cung ba dây đồng đội
| Location               | Vàng              | Bạc               | Đồng              |
| ---------------------- | ----------------- | ----------------- | ----------------- |
| 2005 Manila            | Malaysia (MAS)    | Philippines (PHI) | Myanmar (MYA)     |
| 2007 Nakhon Ratchasima | Việt Nam (VIE)    | Indonesia (INA)   | Malaysia (MAS)    |
| 2009 Vientiane         | Việt Nam (VIE)    | Indonesia (INA)   | Thái Lan (THA)    |
| 2011 Jakarta–Palembang | Philippines (PHI) | Malaysia (MAS)    | Myanmar (MYA)     |
| 2013 Naypyidaw         | Philippines (PHI) | Malaysia (MAS)    | Thái Lan (THA)    |
| 2015 Singapore         | Malaysia (MAS)    | Indonesia (INA)   | Philippines (PHI) |
| 2017 Kuala Lumpur      | Malaysia (MAS)    | Singapore (SIN)   | Philippines (PHI) |
| 2019 Philippines       | Malaysia (MAS)    | Việt Nam (VIE)    | Thái Lan (THA)    |
| 2021 Vietnam           | Indonesia (INA)   | Malaysia (MAS)    | Philippines (PHI) |

### Nội dung của nữ

#### Cung một dây

##### Cung một dây cá nhân
| Đại hội                | Vàng                         | Bạc                            | Đồng                         |
| ---------------------- | ---------------------------- | ------------------------------ | ---------------------------- |
| 1977 Kuala Lumpur      | Jocelyn Guerrero (1180)      | Samantha Tan Pek Hoon (1167)   | Cheryl Ng Sok Ping (1157)    |
| 1979 Jakarta           | Prasetyo Nurningsih (2416)   | Rachmat Suminar (2336)         | Amornrat Kaewbaidhoon (2323) |
| 1981 Manila            | Amornrat Kaewbaidhoon (2473) | Nurfitriyana Saiman (2381)     | Cherrie Valera (2308)        |
| 1983 Singapore         | Samantha Tan Pek Hoon (2319) | Nurfitriyana Saiman (2315)     | Zafilia Saiman (2310)        |
| 1985 Bangkok           | Joann Chan Tabanag (2479)    | Kusuma Wardhani (2479)         | Cabrera Karla (2417)         |
| 1987 Jakarta           | Kusuma Wardhani (2502)       | Nurfitriyana Saiman (2484)     | Joann Chan Tabanag (2449)    |
| 1989 Kuala Lumpur      | Lilies Handayani (2581)      | Nurfitriyana Saiman (2568)     | Joann Chan Tabanag (2542)    |
| 1991 Manila            | Purnama Pandiangan (2590)    | Rusena Gelanteh (2574)         | Jennifer Chan (2534)         |
| 1993 Singapore         | Nurfitriyana Lantang         | Joann Chan Tabanag             | Hamdiah                      |
| 1995 Chiang Mai        | Joann Chan Tabang            | Wadsana Saikongdee             | Dahliana                     |
| 1997 Jakarta           | Thaolipoh Surang             | Kusuma Wardhani                | Khin Tan Nwe                 |
| 2001 Kuala Lumpur      | Marino Purita Joy (PHI)      | Lim Geok Pong (MAS)            | Rusena Gelanteh (INA)        |
| 2003 Hanoi             | Rina Dewi Puspitasari (INA)  | Mon Redee (MAS)                | Rusena Gelanteh (INA)        |
| 2005 Manila            | Rina Dewi Puspitasari (INA)  | Yasmidar Hamid (INA)           | Rachelle Anne Cabral (PHI)   |
| 2007 Nakhon Ratchasima | Ika Yuliana Rochmawati (INA) | Rina Dewi Puspitasari (INA)    | Sakulchai Chutinan (THA)     |
| 2009 Vientiane         | Novia Nuraini (INA)          | Anbarasi Subramaniam (MAS)     | Noor Aziera Taip (MAS)       |
| 2011 Jakarta–Palembang | Erwina Safitri (INA)         | Thin Thin Khine (MYA)          | Patheera Boonnark (THA)      |
| 2013 Naypyidaw         | Chan Jing Ru (SIN)           | Titik Kusumawardani (INA)      | Ika Yuliana Rochmawati (INA) |
| 2015 Singapore         | Titik Kusumawardani (INA)    | Loc Thi Dao (VIE)              | Le Thi Thu Hien (VIE)        |
| 2017 Kuala Lumpur      | Diananda Choirunisa (INA)    | Nicole Marie Tagle (PHI)       | Nur Aliya Ghapar (MAS)       |
| 2019 Philippines       | Lộc Thị Đào (VIE)            | Pyae Sone Hnin (MYA)           | Thidar Nwe (MYA)             |
| 2021 Hanoi             | Rezza Octavia (INA)          | Narisara Khunhiranchaiyo (THA) | Syaqiera Mashayikh (MAS)     |

##### Cung một dây cá nhân cự ly 30m
| Năm  | Địa điểm     | Vàng                        | Bạc                          | Đồng                      |
| ---- | ------------ | --------------------------- | ---------------------------- | ------------------------- |
| 1977 | Kuala Lumpur | Jocelyn Guerrero (325)      | Samantha Tan Pek Hoon (325)  | Ramos Carla (324)         |
| 1979 | Jakarta      | Rachmat Suminar (661)       | Prasetyo Nurningsih (658)    | Guerrero Jocelyn (633)    |
| 1981 | Manila       | Amornrat Kaewbaidhoon (646) | Carla Ramos (644)            | Nurfitriyana Saiman (635) |
| 1983 | Singapore    | Cherrie Valera (648)        | Samantha Tan Pek Hoon (639)  | Jenny Darochmai (638)     |
| 1985 | Băng Cốc     | Fitrizal Iriani (673)       | Virungrong Chompooming (671) | Kusuma Wardhani (671)     |
| 1987 | Jakarta      | Nurfitriyana Saiman (669)   | Fitrizal Iriani (666)        | Kusuma Wardhani (664)     |

##### Cung một dây cá nhân cự ly 50m
| Năm  | Địa điểm     | Vàng                        | Bạc                         | Đồng                        |
| ---- | ------------ | --------------------------- | --------------------------- | --------------------------- |
| 1977 | Kuala Lumpur | Jocelyn Guerrero (294)      | Samantha Tan Pek Hoon (285) | Amornrai Khewbaidhoon (277) |
| 1979 | Jakarta      | Prasetyo Nurningsih (594)   | Carla Ramas (558)           | Samantha Tan Pek Hoon (558) |
| 1981 | Manila       | Amornrat Kaewbaidhoon (599) | Jariya Jingjit (575)        | Luật sư Christina (570)     |
| 1983 | Singapore    | Zefilia Saiman (577)        | Nurfitriyana Saiman (575)   | Jenny Darochmat (555)       |
| 1985 | Băng Cốc     | Joann Chan Tabanag (610)    | Iriani đáng thương (608)    | Kusuma Wardhani (589)       |
| 1987 | Jakarta      | Joann Chan Tabanag (606)    | Nurfitriyana Saiman (603)   | Kusuma Wardhani (603)       |

##### Cung một dây cá nhân cự ly 60m
| Year | Location     | Gold                        | Silver                      | Bronze                                           |
| ---- | ------------ | --------------------------- | --------------------------- | ------------------------------------------------ |
| 1977 | Kuala Lumpur | Amornrat Kaewbaidhoon (291) | Samantha Tan Pek Hoon (289) | Jocelyn Guerrero (289)                           |
| 1979 | Jakarta      | Prasetyo Nurningsih (602)   | Samantha Tan Pek Hoon (599) | Suminar Rachmat (592)                            |
| 1981 | Manila       | Nurfitriyana Saiman (624)   | Amornrat Kaewbaidhoon (621) | Dhayamanti Adhidarma (595)                       |
| 1983 | Singapore    | Cherrie Valera (581)        | Nurfitriyana Saiman (580)   | Samantha Tan Pek Hoon (576) Jariya Jingjit (576) |
| 1985 | Bangkok      | Joann Chan Tabanag (629)    | Karla Cabrera (612)         | Cherrie Valera (609)                             |
| 1987 | Jakarta      | Nurfitriyana Saiman (629)   | Fitrizal Iriani (614)       | Kusuma Wardhani (614)                            |

##### Cung một dây cá nhân cự ly 70m
| Năm  | Địa điểm     | Vàng                        | Bạc                         | Đồng                      |
| ---- | ------------ | --------------------------- | --------------------------- | ------------------------- |
| 1977 | Kuala Lumpur | Suminar Rachmat (279)       | Cheryll Ng Sok Ping (279)   | Jocelyn Guerrero (272)    |
| 1979 | Jakarta      | Prasetyo Nurningsih (562)   | Amornrat Kaewbaidhoon (557) | Suminar Rachmat (553)     |
| 1981 | Manila       | Amornrat Kaewbaidhoon (607) | Nurfitriyana Saiman (572)   | Cherrie Valera (552)      |
| 1983 | Singapore    | Samantha Tan Pek Hoon (565) | Zefilia Saiman (548)        | Nurfitriyana Saiman (532) |
| 1985 | Băng Cốc     | Kusuma Wardhani (613)       | Usanee Tokahuta (577)       | Trần Kiều Ân (576)        |
| 1987 | Jakarta      | Kusuma Wardhani (621)       | Nurfitriyana Saiman (583)   | Helia Patracios (582)     |

##### Cung một dây đồng đội
| Đại hội                | Vàng               | Bạc                | Đồng               |
| ---------------------- | ------------------ | ------------------ | ------------------ |
| 1977 Kuala Lumpur      | Philippines (3391) | Singapore (3289)   | Indonesia (3165)   |
| 1979 Jakarta           | Indonesia (6996)   | Philippines (6789) | Singapore (6636)   |
| 1981 Manila            | Thailand (6966)    | Indonesia (6935)   | Philippines (6849) |
| 1983 Singapore         | Indonesia (6869)   | Thailand (6686)    | Philippines (6643) |
| 1985 Bangkok           | Philippines (7294) | Indonesia (7272)   | Thailand (7168)    |
| 1987 Jakarta           | Indonesia (7398)   | Philippines (7085) | Thailand (7025)    |
| 1989 Kuala Lumpur      | Indonesia (7619)   | Philippines (7116) | Thailand (6824)    |
| 1991 Manila            | Indonesia (7730)   | Philippines (7359) | Thailand (7011)    |
| 1993 Singapore         | Indonesia          | Philippines        | Malaysia           |
| 1995 Chiang Mai        | Indonesia          | Malaysia           | Thailand           |
| 1997 Jakarta           | Philippines        | Myanmar            | Thailand           |
| 2001 Kuala Lumpur      | Indonesia (INA)    | Malaysia (MAS)     | Myanmar (MYA)      |
| 2003 Hanoi             | Philippines (PHI)  | Malaysia (MAS)     | Indonesia (INA)    |
| 2005 Manila            | Malaysia (MAS)     | Indonesia (INA)    | Myanmar (MYA)      |
| 2007 Nakhon Ratchasima | Indonesia (INA)    | Malaysia (MAS)     | Thái Lan (THA)     |
| 2009 Vientiane         | Indonesia (INA)    | Singapore (SIN)    | Myanmar (MYA)      |
| 2011 Jakarta           | Indonesia (INA)    | Việt Nam (VIE)     | Myanmar (MYA)      |
| 2013 Naypyidaw         | Indonesia (INA)    | Việt Nam (VIE)     | Myanmar (MYA)      |
| 2015 Singapore         | Việt Nam (VIE)     | Indonesia (INA)    | Malaysia (MAS)     |
| 2017 Kuala Lumpur      | Malaysia (MAS)     | Indonesia (INA)    | Philippines (PHI)  |
| 2019 Philippines       | Việt Nam (VIE)     | Myanmar (MYA)      | Indonesia (INA)    |
| 2021 Hanoi             | Philippines (PHI)  | Việt Nam (VIE)     | Myanmar (MYA)      |

#### Cung ba dây

##### Cung ba dây cá nhân
| Location               | Vàng                              | Bạc                               | Đồng                              |
| ---------------------- | --------------------------------- | --------------------------------- | --------------------------------- |
| 2005 Manila            | Amaya Paz (PHI)                   | Jennifer Chan (PHI)               | Maryanne Gul (SIN)                |
| 2007 Nakhon Ratchasima | Amaya Paz (PHI)                   | Dellie Threesyadinda (INA)        | Aung Ngeain (MYA)                 |
| 2009 Vientiane         | Jennifer Dy Chan (PHI)            | Aung Ngeain (MYA)                 | Narisara Tinbua (THA)             |
| 2011 Jakarta           | Aung Ngeain (MYA)                 | Jennifer Dy Chan (PHI)            | Lilies Heliarti (INA)             |
| 2013 Naypyidaw         | Aung Ngeain (MYA)                 | Dellie Threesyadinda (INA)        | Cham Nong Saritha (MAS)           |
| 2015 Singapore         | Fatin Nurfatehah Mat Salleh (MAS) | Amaya Paz (PHI)                   | Rona Siska Sari (INA)             |
| 2017 Kuala Lumpur      | Sri Ranti (INA)                   | Châu Kiều Oanh (VIE)              | Fatin Nurfatehah Mat Salleh (MAS) |
| 2019 Philippines       | Kanoknapus Kaewchomphu (THA)      | Fatin Nurfatehah Mat Salleh (MAS) | Hlang Su Su (VIE)                 |
| 2021 Hanoi             | Contessa Loh Tze Chieh (SGP)      | Lê Phương Thảo (VIE)              | Madeleine Ong Xue Li (SGP)        |

##### Cung ba dây đồng đội
| Đại hội                | Vàng              | Bạc             | Đồng              |
| ---------------------- | ----------------- | --------------- | ----------------- |
| 2005 Manila            | Philippines (PHI) | Indonesia (INA) | Myanmar (MYA)     |
| 2007 Nakhon Ratchasima | Philippines (PHI) | Indonesia (INA) | Singapore (SIN)   |
| 2009 Vientiane         | Myanmar (MYA)     | Malaysia (MAS)  | Indonesia (INA)   |
| 2011 Jakarta–Palembang | Myanmar (MYA)     | Malaysia (MAS)  | Thái Lan (THA)    |
| 2013 Naypyidaw         | Indonesia (INA)   | Thái Lan (THA)  | Myanmar (MYA)     |
| 2015 Singapore         | Malaysia (MAS)    | Thái Lan (THA)  | Philippines (PHI) |
| 2017 Kuala Lumpur      | Malaysia (MAS)    | Việt Nam (VIE)  | Indonesia (INA)   |
| 2019 Philippines       | Thái Lan (THA)    | Indonesia (INA) | Việt Nam (VIE)    |
| 2021 Hanoi             | Thái Lan (THA)    | Việt Nam (VIE)  | Malaysia (MAS)    |

### Nội dung hỗn hợp

#### Cung một dây đồng đội hỗn hợp
| Đại hội                | Vàng            | Bạc             | Đồng            |
| ---------------------- | --------------- | --------------- | --------------- |
| 2011 Jakarta–Palembang | Indonesia (INA) | Malaysia (MAS)  | Thái Lan (THA)  |
| 2013 Naypyidaw         | Việt Nam (VIE)  | Singapore (SIN) | Indonesia (INA) |
| 2015 Singapore         | Indonesia (INA) | Malaysia (MAS)  | Việt Nam (VIE)  |
| 2017 Kuala Lumpur      | Indonesia (INA) | Malaysia (MAS)  | Việt Nam (VIE)  |
| 2019 Philippines       | Việt Nam (VIE)  | Indonesia (INA) | Malaysia (MAS)  |
| 2021 Hanoi             | Indonesia (INA) | Malaysia (MAS)  | Việt Nam (VIE)  |

#### Cung ba dây đồng đội hỗn hợp
| Đại hội                | Vàng              | Bạc               | Đồng              |
| ---------------------- | ----------------- | ----------------- | ----------------- |
| 2011 Jakarta–Palembang | Myanmar (MYA)     | Malaysia (MAS)    | Indonesia (INA)   |
| 2013 Naypyidaw         | Lào (LAO)         | Malaysia (MAS)    | Myanmar (MYA)     |
| 2015 Singapore         | Malaysia (MAS)    | Thái Lan (THA)    | Philippines (PHI) |
| 2017 Kuala Lumpur      | Malaysia (MAS)    | Myanmar (MYA)     | Việt Nam (VIE)    |
| 2019 Philippines       | Philippines (PHI) | Việt Nam (VIE)    | Indonesia (INA)   |
| 2021 Hanoi             | Malaysia (MAS)    | Philippines (PHI) | Thái Lan (THA)    |